# Jill Officer
Jill Officer Hinchey (Winnipeg, 2 de junio de 1975) es una deportista canadiense que compite en curling.
Participó en los Juegos Olímpicos de Sochi 2014, obteniendo una medalla de oro en la prueba femenina. Ganó cuatro medallas en el Campeonato Mundial de Curling entre los años 2008 y 2018.

## Palmarés internacional
| Juegos Olímpicos   | Juegos Olímpicos       | Juegos Olímpicos  | Juegos Olímpicos |
| Año                | Lugar                  | Medalla           | Prueba           |
| ------------------ | ---------------------- | ----------------- | ---------------- |
| 2014               | Sochi (Rusia)          | Medalla de oro    | Equipo           |
| Campeonato Mundial |                        |                   |                  |
| Año                | Lugar                  | Medalla           | Prueba           |
| 2008               | Vernon (Canadá)        | Medalla de oro    | Equipo           |
| 2010               | Swift Current (Canadá) | Medalla de bronce | Equipo           |
| 2015               | Sapporo (Japón)        | Medalla de plata  | Equipo           |
| 2018               | North Bay (Canadá)     | Medalla de oro    | Equipo           |